# Liste der Baudenkmale in Wittenburg
In der Liste der Baudenkmale in Wittenburg sind alle Baudenkmale der Stadt Wittenburg (Landkreis Ludwigslust-Parchim) und ihrer Ortsteile aufgelistet (Stand: Januar 2021).

## Helm
| ID | Lage                        | Bezeichnung                                             | Beschreibung | Bild |
| -- | --------------------------- | ------------------------------------------------------- | ------------ | ---- |
|    | Körchower Straße            | Gefallenendenkmal 1914/1918                             |              |      |
|    | Körchower Straße 14 (Karte) | Hufe 5 Bauernhof mit Wohnhaus und 2 Wirtschaftsgebäuden |              |      |
|    | Körchower Straße 2 (Karte)  | Wohlder Mühle                                           |              |      |
|    | Körchower Straße            | Spritzenhaus                                            |              |      |

## Körchow
| ID | Lage                                | Bezeichnung                                    | Beschreibung | Bild           |
| -- | ----------------------------------- | ---------------------------------------------- | ------------ | -------------- |
|    | Am Speicher (Karte)                 | Speicher des ehem. Gutes                       |              |                |
|    | (Karte)                             | Kirche mit Feldsteinmauer und Granitsitzbänken |              | Weitere Bilder |
|    | Theodor-Kliefoth-Straße 5/7 (Karte) | Wohnhaus                                       |              |                |
|    | Theodor-Kliefoth-Straße 9 (Karte)   | Pfarrhaus mit Trockenmauer und Garten          |              |                |

## Lehsen
| ID | Lage                            | Bezeichnung | Beschreibung | Bild |
| -- | ------------------------------- | --- | --- | --- |
|    | Am Teich 1 (Karte)              | ehemaliges Bade- und Logierhaus (Wohnhaus)                                                                     | | |
|    | Am Schloss 1 (Karte)            | Gutshaus mit Park (Flur: 1, Flurstücke: 81/2, 81/3, 81/4, 81/5, 80, 82, 83/1, 83/2, 79 und 50/2) mit 2 Figuren | Klassizistischer, 2-gesch., 9-achs., sanierter Putzbau von 1822 mit mittl. Portikus und Walmdach nach Plänen von Lillie; Gut u. a. der Familien von Blücher (Mittelalter bis 1690) und von Laffert (bis 1899), 1937 aufgesiedelt. | Gutshaus mit Park (Flur: 1, Flurstücke: 81/2, 81/3, 81/4, 81/5, 80, 82, 83/1, 83/2, 79 und 50/2) mit 2 Figuren |
|    | auf dem Turmhügel (Karte)       | Grabkapelle der Familie von Laffert auf dem Turmhügel Lehsen mit Kastanienallee                                | Historisierender, neogotischer oktogonaler Putzbau von 1868 | Grabkapelle der Familie von Laffert auf dem Turmhügel Lehsen mit Kastanienallee                                |
|    | Ziggelmarker Weg 14 a-c (Karte) | ehemaliges Badehaus (Wohnhaus)                                                                                 | | |

## Perdöhl
| ID | Lage                  | Bezeichnung       | Beschreibung | Bild |
| -- | --------------------- | ----------------- | ------------ | ---- |
|    | Dorfstraße            | Spritzenhaus      |              |      |
|    | Dorfstraße 18 (Karte) | ehem. Schule      |              |      |
|    |                       | Gefallenendenkmal |              |      |

## Wittenburg
| ID | Lage                                                       | Bezeichnung                                                                     | Beschreibung | Bild                                                                      |
| -- | ---------------------------------------------------------- | ------------------------------------------------------------------------------- | --- | ------------------------------------------------------------------------- |
|    | Am Amtsberg 3 (Karte)                                      | Burgtorturm, sogenannter Amtsbergturm                                           | Spätmittelalterlicher Torturm der ehemals Burganlage, 1998 saniert, verglaste Aussichtsebene auch für Ausstellungen. | Weitere Bilder                                                            |
|    | Am Amtsberg 2 (Karte)                                      | Amtsgericht mit Mauer (Grundschule)                                             | Klassizistisches, 2-gesch., 12-achsiges, geputztes Gebäude mit Risalit und Mezzanin von 1848, bis 1945 Amtsgericht, um 1960 bis 2007 Schule, seit 2008 umgebaut zum MehlWelten Museum. | Weitere Bilder                                                            |
|    | Amtsbergpark (Karte)                                       | Reste der ehemaligen Befestigung (Bastion, Mauer)                               | Frühere Wallanlagen, bis 2011 sanierte Parkanlage bis zum Fluss Motel. | Reste der ehemaligen Befestigung (Bastion, Mauer)                         |
|    | Am Kirchplatz (Karte)                                      | Graf-Heinrich-Stein                                                             | Heinrichstein, nach der Schlacht bei Waschow in der 2. Hälfte des 12. Jahrhunderts erschaffen; einer der ältesten Kulturdenkmäler in Mecklenburg; steht seit 1976 vor der St.-Bartholomäus-Kirche. | Weitere Bilder                                                            |
|    | Am Kirchplatz 1 (Karte)                                    | Kirche St. Bartolomäus                                                          | Spätromanisches/frühgotisches Bauwerk von ab 1240; dreischiffige, 3-jochige Hallenkirche aus Backstein mit gebusten Kreuzrippengewölbe, Triumphbogen; einschiffiger, 2-jochiger eingezogener Chor; Weihe 1257 und 1284; 64 Meter hoher Westturm von 1909; Innen: Bronzefünte von 1342, geschnitzter Flügelaltar vom 15. Jh., hölzerne Kanzel von 1666, Winzer - Orgel von 1848; Sanierungen von 1909, 1956 und ab 1994. | Weitere Bilder                                                            |
|    | Am Mühlenberg 8 (Karte)                                    | Windmühle und Hallenhaus aus Haar 1847                                          | Erdholländerwindmühle von 1890 auf dem Fundament einer abgebrannten Mühle. | Weitere Bilder                                                            |
|    | Bahnhofstraße 1a (Karte)                                   | Cafe Winzig (ehemaliges Trafohaus)                                              | Bis 2011 saniertes früheres Trafohaus | Cafe Winzig (ehemaliges Trafohaus)                                        |
|    | Bahnhofstraße 1 (Karte)                                    | Wohnhaus                                                                        | | Wohnhaus                                                                  |
|    | Bahnhofstraße 3 (Karte)                                    | Wohnhaus                                                                        | | Wohnhaus                                                                  |
|    | Bahnhofstraße 5 (Karte)                                    | Villa                                                                           | | Villa                                                                     |
|    | Bahnhofstraße 16 (Karte)                                   | Wohnhaus                                                                        | | Wohnhaus                                                                  |
|    | Bahnhofstraße 17 (Karte)                                   | Wohnhaus                                                                        | | Wohnhaus                                                                  |
|    | Bahnhofstraße 26 (Karte)                                   | Geschäftshaus                                                                   | | Geschäftshaus                                                             |
|    | Bahnhofstraße 34 (Karte)                                   | Bahnhof mit Toilettenhaus und Wasserturm                                        | 2-gesch. Ziegelbau von 1894 an der Bahnstrecke Hagenow Land–Bad Oldesloe. | Bahnhof mit Toilettenhaus und Wasserturm                                  |
|    | Bleichstraße 4 (Karte)                                     | Wohnhaus                                                                        | |                                                                           |
|    | Dreilützower Chaussee 2b (Karte)                           | Katholische Kirche                                                              | Gebäude von 1932 nach Plänen vom Architekt Sonnen (Paderborn) aus Ziegelstein mit Satteldach und Dachreiter für die Glocken; Innen: Tonnengewölbe aus Holz | Weitere Bilder                                                            |
|    | Dreilützower Chaussee                                      | ehemaliges Gaswerk (Flur: 7, Flurstück: 1/3)                                    | Gasometer wurde um 1994 abgebaut | ehemaliges Gaswerk (Flur: 7, Flurstück: 1/3)                              |
|    | Friedrich-Tarnow-Straße 31 (Karte)                         | Wohnhaus                                                                        | | Wohnhaus                                                                  |
|    | Große Straße 6 (Karte)                                     | Wohnhaus/Postamt mit Mauer Poststraße                                           | 2-gesch. Bau der Gründerzeit von 1890 | Weitere Bilder                                                            |
|    | Große Straße 8 (Karte)                                     | Wohnhaus                                                                        | | Wohnhaus                                                                  |
|    | Große Straße 9 (Karte)                                     | Wohnhaus                                                                        | | Wohnhaus                                                                  |
|    | Große Straße 10 (Karte)                                    | Wohnhaus                                                                        | | Wohnhaus                                                                  |
|    | Große Straße 17 (Karte)                                    | Wohnhaus und Speicher                                                           | | Weitere Bilder                                                            |
|    | Große Straße 20 (Karte)                                    | Wohn- und Geschäftshaus                                                         | | Wohn- und Geschäftshaus                                                   |
|    | Große Straße 25 (Karte)                                    | Wohnhaus                                                                        | 2-gesch. Fachwerkhaus | Wohnhaus                                                                  |
|    | Große Straße 30 (Karte)                                    | Wohnhaus                                                                        | 2.-gesch. Giebelhaus, Fassade um 1993/94 saniert | Wohnhaus                                                                  |
|    | Große Straße 35 (Karte)                                    | Wohnhaus / begrenzt auf straßenseitige Putzfassade - und Fachwerkspeicher       | | Wohnhaus / begrenzt auf straßenseitige Putzfassade - und Fachwerkspeicher |
|    | Große Straße 39 (Karte)                                    | Wohn- und Geschäftshaus                                                         | | Wohn- und Geschäftshaus                                                   |
|    | Große Straße 48 (Karte)                                    | Wohnhaus                                                                        | 3-gesch. Haus von 1909 | Wohnhaus                                                                  |
|    | Große Straße 64 (Karte)                                    | Wohnhaus                                                                        | zweigeschossiges Fachwerkhaus, mittlerweile saniert | Weitere Bilder                                                            |
|    | Große Straße 69 (Karte)                                    | giebelständige Straßenfachwerkfassade                                           | | giebelständige Straßenfachwerkfassade                                     |
|    | Große Straße 78/80 (Karte)                                 | Scheune (Am Mühlenteich)                                                        | Bauwerk befindet sich hinter dem Wohnhaus am Mühlenteich, Ziegelstein-Scheune mit aufgesetztem Fachwerk. | Scheune (Am Mühlenteich)                                                  |
|    | Große Straße 92 (Karte)                                    | Wohnhaus                                                                        | 2-gesch. Giebelhaus mit Giebelwand von 1901, saniert 2013 | Weitere Bilder                                                            |
|    | Hagenower Chaussee (Karte)                                 | Kriegsdenkmal 1870                                                              | | Weitere Bilder                                                            |
|    | Heinrich-Heine-Straße 5 (Karte)                            | Wohnhaus                                                                        | | Wohnhaus                                                                  |
|    | Heinrich-Heine-Straße 3 (Karte)                            | Wohnhaus                                                                        | | Wohnhaus                                                                  |
|    | Kirchenplatz 1 (Karte)                                     | Pfarrhaus                                                                       | 2-gesch. Pfarrhaus am Kirchplatz als Backsteinbau vom 19. Jh. in den Formen der „Ludwigsluster Architektur“. |                                                                           |
|    | Kirchenplatz 2 (Karte)                                     | Pfarrhaus mit Schuppen und Fachwerkscheune (Fachwerkscheune in Wallstraße 58 ?) | |                                                                           |
|    | Kirchenstraße 2 (Karte)                                    | Gemeindehaus                                                                    | | Gemeindehaus                                                              |
|    | Kirchenstraße 4 (Karte)                                    | Wohnhaus                                                                        | |                                                                           |
|    | Kirchenstraße 5 (Karte)                                    | Wohnhaus                                                                        | |                                                                           |
|    | Kirchenstraße 8 (Karte)                                    | Wohnhaus                                                                        | |                                                                           |
|    | Kirchenstraße 9 (Karte)                                    | Haustür                                                                         | |                                                                           |
|    | Lehsener Chaussee (Karte)                                  | Friedhof mit Grabkapelle A. Koester                                             | | Weitere Bilder                                                            |
|    | Lehsener Chaussee (Karte)                                  | Gefallenendenkmal 1914/1918                                                     | | Weitere Bilder                                                            |
|    | Lindenstraße 5 (Karte)                                     | Wohnhaus                                                                        | | Wohnhaus                                                                  |
|    | Lindenstraße 10 (Karte)                                    | Wohnhaus                                                                        | | Wohnhaus                                                                  |
|    | Lindenstraße 13 (Karte)                                    | Schule                                                                          | | Schule                                                                    |
|    | (Karte)                                                    | Lindenstraße mit Resten der Wallanlage                                          | Begehbare Wallanlage | Lindenstraße mit Resten der Wallanlage                                    |
|    | Am Markt 1 (Karte)                                         | Rathaus                                                                         | 2-gesch. Putzbau des Historismus von 1852 nach Plänen von Georg Adolf Demmler mit Mezzanin und Sockelgeschoss; 1996 umfassend saniert, Innen umgestaltet. | Weitere Bilder                                                            |
|    | Am Markt 3 (Karte)                                         | Wohnhaus                                                                        | 2-gesch. saniertes Giebelhaus vom 18. Jh. | Wohnhaus                                                                  |
|    | Am Markt 4 (Karte)                                         | Wohnhaus                                                                        | | Wohnhaus                                                                  |
|    | Am Markt 7 (Karte)                                         | Wohnhaus                                                                        | 2-gesch. saniertes Giebelhaus von um 1920 | Wohnhaus                                                                  |
|    | Am Markt 9 (Karte)                                         | Wohnhaus                                                                        | 2-gesch. saniertes Fachwerkhaus von 1658 | Wohnhaus                                                                  |
|    | Am Markt 10 (Karte)                                        | Wohnhaus                                                                        | Früher: Fachwerkfassaden; heute: Um- oder Neubau: Vorderseite verputzt, Rückseite verklinkert | Wohnhaus                                                                  |
|    | Am Markt 11 (Karte)                                        | Wohnhaus                                                                        | 2-gesch. saniertes verputztes Haus | Wohnhaus                                                                  |
|    | Am Markt 12 (Karte)                                        | Geschäftshaus mit Lager (ehemaliges Gasthaus)                                   | 2-gesch. saniertes verputztes Haus | Geschäftshaus mit Lager (ehemaliges Gasthaus)                             |
|    | Mühlentor 1 (Karte)                                        | Wohn- und Geschäftshaus (ehemalige Mühle)                                       | | Wohn- und Geschäftshaus (ehemalige Mühle)                                 |
|    | Mühlentor 4 (Karte)                                        | Wohnhaus                                                                        | | Wohnhaus                                                                  |
|    | Mühlentor 5a (Karte)                                       | Wohnhaus                                                                        | | Wohnhaus                                                                  |
|    | Poststraße 5 (Karte)                                       | Wohnhaus                                                                        | | Wohnhaus                                                                  |
|    | Poststraße 6 (Karte)                                       | Wohnhaus                                                                        | | Wohnhaus                                                                  |
|    | Poststraße 12 (Karte)                                      | Wohnhaus                                                                        | | Wohnhaus                                                                  |
|    | Poststraße 18 (Karte)                                      | Wohnhaus                                                                        | | Wohnhaus                                                                  |
|    | Poststraße 28 (Karte)                                      | Wohnhaus                                                                        | | Wohnhaus                                                                  |
|    | Püttelkower Chaussee 7 (Karte)                             | Eiskeller                                                                       | | Eiskeller                                                                 |
|    | Püttelkower Chaussee 24b (Flur: 20; Flurstück: 54) (Karte) | Lehmstampfscheunen                                                              | Scheune von 1857 aus Stampflehm | Lehmstampfscheunen                                                        |
|    | Rennbahnstraße 15 (Karte)                                  | Gebäude des ehemaligen Gaswerkes                                                | |                                                                           |
|    | Rosenstraße 12 (Karte)                                     | Wohnhaus                                                                        | | Wohnhaus                                                                  |
|    | Schulstraße 9 (Karte)                                      | Wohnhaus mit Gedenktafel                                                        | Geburtshaus des Dichters Hans Frank, der hier seine Kindheit und Jugend verbrachte. | Wohnhaus mit Gedenktafel                                                  |
|    | Schweriner Straße 13 (Karte)                               | Wohnhaus                                                                        | | Wohnhaus                                                                  |
|    | Schweriner Straße 18 (Karte)                               | Wohnhaus                                                                        | | Wohnhaus                                                                  |
|    | Steintor 34 (Karte)                                        | Wohnhaus                                                                        | | Wohnhaus                                                                  |
|    | Steintor 36, 36a (Karte)                                   | Wohnhaus                                                                        | | Wohnhaus                                                                  |
|    | Steintor 38 (Karte)                                        | Wohnhaus                                                                        | | Wohnhaus                                                                  |
|    | Steintor 40 (Karte)                                        | Wohnhaus                                                                        | | Wohnhaus                                                                  |
|    | Steintor 41 (Karte)                                        | Landgasthof, Saalanbau                                                          | | Landgasthof, Saalanbau                                                    |
|    | Steintor 43a (Karte)                                       | Wohnhaus                                                                        | | Wohnhaus                                                                  |
|    | Toitenwinkel 4 (Karte)                                     | Wohnhaus                                                                        | 2-gesch. traufständiges Fachwerkhaus von 1732 mit klassizistischer Eingangstür, 1995 saniert. | Wohnhaus                                                                  |
|    | Toitenwinkel 6 (Karte)                                     | Wohnhaus                                                                        | | Wohnhaus                                                                  |
|    | Wallstraße                                                 | Stadtmauerrest sowie Wehrturm und Turmstumpf                                    | | Stadtmauerrest sowie Wehrturm und Turmstumpf                              |
|    | Wallstraße 7/9 (Karte)                                     | Wohnhaus                                                                        | |                                                                           |
|    | Wallstraße 11 (Karte)                                      | Wohnhaus                                                                        | |                                                                           |
|    | Wallstraße (gegenüber Nr. 17/19) (Karte)                   | Quadr. Backsteinturm, sog. Storchenturm und Reste der Stadtmauer                | Wehrturm aus dem 13. Jh. | Quadr. Backsteinturm, sog. Storchenturm und Reste der Stadtmauer          |
|    | Wallstraße 39 (Karte)                                      | Wohnhaus                                                                        | |                                                                           |
|    | Wallstraße 55 (Karte)                                      | Wohnhaus                                                                        | |                                                                           |
|    | Wallstraße 63 (Karte)                                      | sog. Hungerturm und Reste der Stadtmauer                                        | Runder Backsteinturm aus dem 13. Jh. mit Kegeldach | sog. Hungerturm und Reste der Stadtmauer                                  |

## Zühr
| ID | Lage                             | Bezeichnung                                   | Beschreibung | Bild                                  |
| -- | -------------------------------- | --------------------------------------------- | --- | ------------------------------------- |
|    | Zum Schloss                      | Gefallenen-Denkmal 1914/1918                  | |                                       |
|    | Zum Schloss 22 (Karte)           | Spritzenhaus                                  | |                                       |
|    | Zum Schloss 15, 15a, 15b (Karte) | Wohnhaus                                      | |                                       |
|    | Zum Schloss 16, 16a (Karte)      | Aufsiedlungsgehöft mit Schmiede               | |                                       |
|    | Schloßplatz 1 (Karte)            | kath. Gemeindezentrum (ehem. Gaststätte)      | |                                       |
|    | Schloßplatz 2/3 (Karte)          | Herrenhaus mit Park, Insel und Brücke         | 2-gesch., 13-achs., sanierter Fachwerkbau von 1720 mit Mittelrisalit und Walmdach, heute (2015) soziale Einrichtung der Caritas; Gut u. a. der Familien Züle (14. Jh.– 1752), von Vegesack (bis 1766), Schrader (um 1796–1830), von Graevenitz (bis 1930), 1937 aufgesiedelt. | Herrenhaus mit Park, Insel und Brücke |
|    | Schloßplatz 4 (Karte)            | Gemeindehaus (ehem. Schule) mit Fachwerkstall | |                                       |

Anmerkung: Durch Korrektur der Hausnummern im Jahr 2003 hat das Gemeindehaus (ehem. Schule) die Hausnummer 5 erhalten, der im Zusammenhang erwähnte Fachwerkstall wird als Wohnhaus genutzt und hat die Hausnummer 4 erhalten.

## Ehemalige Denkmale

### Lehsen
| ID | Lage                | Bezeichnung              | Beschreibung                                    | Bild                 |
| -- | ------------------- | ------------------------ | ----------------------------------------------- | -------------------- |
|    | Am Schloß 2 (Karte) | linksseitige Scheune     | 1-gesch., unsanierter Ziegelbau mit Krüppelwalm | linksseitige Scheune |
|    | Am Schloß 4 (Karte) | linksseitiges Wohnhaus ? |                                                 |                      |

### Wittenburg
| ID | Lage                    | Bezeichnung                       | Beschreibung                          | Bild |
| -- | ----------------------- | --------------------------------- | ------------------------------------- | ---- |
|    | Große Straße 51 (Karte) | Wohn- und Geschäftshaus           |                                       |      |
|    | Lindenstraße 8          | Wohnhaus                          | Bauwerk nicht mehr vorhanden (Neubau) |      |
|    | Mühlentor 13 (Karte)    | Wohnhaus und alte Boje-Tankstelle |                                       |      |
|    | Poststraße 38           | Wohnhaus                          | Gebäude nicht mehr vorhanden          |      |
|    | Wasserstraße 32 (Karte) | Wohnhaus                          |                                       |      |

### Wölzow
| ID | Lage                        | Bezeichnung | Beschreibung | Bild |
| -- | --------------------------- | ----------- | ------------ | ---- |
|    | Harster Chaussee 67 (Karte) | Katen       |              |      |